# Astathes fulgidior
Astathes fulgidior är en skalbaggsart som beskrevs av Stefan von Breuning 1956. Astathes fulgidior ingår i släktet Astathes och familjen långhorningar. Inga underarter finns listade.